# Christian Ferdinand Friedrich Hochstetter
Christian Ferdinand Friedrich Hochstetter (16 de febrer de 1787, Stuttgart - 20 de febrer de 1860, Reutlingen) va ser un botànic i pastor luterà alemany.
Hochstetter va fer els seus estudis secundaris a Stuttgart, i els teològics a Tübingen, on l'any 1807 obté el seu grau de magister en teologia, habilitant-ho per a la funció de pastor de l'església luterana. Va publicar diversos escrits sobre història natural, botànica, mineralogia, i de teologia i pedagogia. Un fill del seu quart casament, amb Sofie Friederike Orth (Heilbronn, 1795-1861), Christian Ferdinand von Hochstetter (Esslingen, 1829-Viena, 1884), va ser geògraf, geòleg i naturalista.

## Honors
El gènere Hochstetteria DC., de la família de les Asteraceae és denominat així en el seu honor.

## Obres publicades
- Enumeratio plantarum Germaniae Helvetiaeque indigenarum, 1826 (en col·laboració amb Ernst Gottlieb von Steudel)
- Naturgeschichte des Pflanzenreiches in Bildern, 1865 (una 2ª ed. de la part referent al regne Vegetal de l'obra Lehrbuch der Naturgeschichte de Gotthilf Heinrich von Schubert
- Flora Azorica (en col·laboració amb Moritz Seubert)

A setembre de 2014, a IPNI, existeixen 2.481 registres de les espècies identificades i nomenades seves.